# Happy Lucky Bikkuriman
Happy Lucky Bikkuriman (祝!（ハピ☆ラキ）ビックリマン?, Hapi Raki Bikkuriman) è un anime giapponese di 46 episodi prodotto da Toei Animation. La serie è stata trasmessa per la prima volta dal network giapponese TV Asahi a partire da ottobre 2006 e in Italia prima su Cartoon Network, famoso canale satellitare di Sky a partire da ottobre 2008 e successivamente su Boing, canale gratuito per ragazzi del digitale terrestre.
Bikkuriman (ビックリマン?) è una linea di snack wafer prodotta dalla Lotte, resa nota per gli adesivi di vari personaggi inclusi in maniera casuale all'interno di ogni snack. Pubblicata per la prima volta nel 1977, Bikkuriman (ビックリマン? lett. "Sorpresa Man") è diventata molto popolare in Giappone con l'introduzione della serie di adesivi Akuma vs Tenshi Seal (悪魔VS天使シール? lett. "Diavolo vs Sigillo dell'Angelo"), che ha portato a una prolifica quantità di prodotti multimediali legati al brand; tra questi, diverse altre serie animate, tutte inedite in Italia.
La serie del 2006 è ambientata in un'epoca precedente a tutte le altre.

## Trama
In un universo ed epoca non specificati, esistono tre nuovi mondi: un regno positivo e luminoso popolato dagli angeli, detto Bianco Puro, e un regno oscuro e malvagio detto Nero Puro, popolato dai mostri.
I due regni sono in eterna lotta per la supremazia dell'uno su l'altro: in mezzo a loro, sorta di ago della bilancia, esiste il regno di Talismania ("Matoba" in originale), popolato da esseri umani, mostri e creature fantastiche.
Un giorno, luci misteriose cadono dal cielo su Genki e Jero, due ragazzini che vivono a Talismania . Sono Angeli di un lontano futuro: il principe Yamato, l'angioletto Jujika e una misteriosa tartaruga. Genki e Jero si uniscono a loro e iniziano un lungo viaggio con l'obiettivo di radunare i portentosi "sette Messaggeri Divini" dispersi per Talismania, e vincere così la battaglia contro Nero Puro.

## Personaggi

### Personaggi principali
- Genki: Allegro e tenace, non sta fermo un minuto e la sua passione è mangiare.
- Jero: Nonostante le apparenze è un ragazzo, e migliore amico di Genki. È un inventore di grande talento, e le sue invenzioni sono conosciute come "Perfect Machines". Rivelerà alla fine della serie i suoi reali sentimenti per Genki, per poi trasformarsi in una dea erede della Superdivina Dyana.
- Jujika ( "Croce" in giapponese ) : Graziosa e un po' svampita, l'angioletto dimostrerà di avere una cotta per il Principe Yamato.
- Super Zeus: è la saggia divinità del bene che compare in tutte le serie di Bikkuriman . Eterno nemico di Super Bieco, torna indietro nel tempo per fermare i suoi piani di conquista

.Perde il suo corpo durante il viaggio temporale, e si reincarna momentaneamente in una vecchia tartaruga . Il saggio dio starà al fianco dei nostri eroi durante il loro viaggio, aiutandoli e guidandoli nella loro missione.
- Principe Yamato: Coraggioso e velocissimo, salverà i nostri amici da un mostro creato da Nero-queen grazie al Bum bum Go. È stato il primo messaggero divino ritrovato e soprattutto il primo a trasformarsi in imperatore. Anche a lui Jujika, non risulterà indifferente...
- Nero-Queen: È una malvagia strega che trasforma le persone in mostri con gli sticker neropuro, ma verrà sempre superata dagli sticker biancopuro di Jujika; è invidiosa dell'angioletto per la sua bellezza e non sopporta Himiko. Il suo cuore cambierà quando conoscerà Saint Phoenix e si innamorerà di lui.
- Wolflie: Lupo imbroglione, vende oggetti inutili a caro prezzo. All'inizio innamorato di Neroqueen, verrà presto conquistato da Jujika, facendo infuriare la malvagia strega.

### Personaggi secondari
- Genietto Kichy: Simpatico omino che viene chiamato da Genki grazie al suo 7 della fortuna e che lo rende più forte e capace di affrontare le situazioni più difficili.
- Dan Jack: Affascinante ed estroverso, il nostro rubacuori verrà trovato per secondo ad una partita di baseball, ma verrà riconosciuto dagli altri per ultimo.
- Alì Babà: È un centauro riservato e diffidente. All'inizio era un ladro e quando Genki e co. cercano di convincerlo a seguirli verso il mondo Biancopuro non vuole fidarsi, temendo che volessero usarlo come "trasporto". Vive in una montagna rocciosa ed è abilissimo a scalarla. Scambiandolo per una ragazza, si innamora di Jero per errore. Verrà trovato per quarto.
- Bobin Hood: Arciere professionista, riesce a convincere Alì Babà a fidarsi minacciando di svelare il suo grande segreto, ovvero la sua cotta per Jero. Ha una passione per i gatti. Verrà trovato per ultimo, ma riconosciuto prima di Dan Jack.
- Ippontsuri: Giovane pescatore, all'inizio serviva la malvagia Himiko. Verrà trovato per quinto insieme a Peter.
- Peter: Anche se non sembra, Peter ha la stessa età degli altri messaggeri divini; sono i suoi capricci e le sue lacrime a far salire il dubbio. Carino ma allo stesso tempo presuntuoso, il piccolo Peter porta sempre una rosa con sé. Proprio come Ippontsuri, era al servizio della malvagia Himiko.
- Ushi-Waka: Ha un problema alla lingua, il nostro angelo, che gli impedisce di parlare. Mangerà delle medicine che gli permetteranno di ricordare Saint Phoenix, ma non riuscirà a dirlo agli altri, poiché l'effetto della medicina che gli permetterà di parlare svanirà in fretta. Verrà trovato per terzo.
- Saint Phoenix
- Divino Cronos: è la divinità maschile che governa il Mondo di Nero Puro. Assomiglia a Xenon, il generale demone che appare nel manga Devilman di Go Nagai.
- Divina Dyana: è la saggia divinità femminile protettrice del Mondo Bianco Puro
- Himiko: Provocante e meschina, Himiko riesce a mettere Peter e Ippontsuri contro gli altri messaggeri divini, facendo credere loro che Saint Phoenix fosse stato imprigionato nel ghiaccio da uno di loro e che solo il colpevole poteva liberarlo. Alla fine decide di passare dalla parte dei buoni. Prova una leggera attrazione verso Genki, che all'apparenza sembra solo un'esagerata simpatia, ma alla fine lascerà campo libero a Jero.
- Coniglio/Super bieco (Super Devil in originale): proveniente dal futuro, è il cattivo principale delle precedenti serie di Bikkuriman, dove viene sempre sconfitto da Super Zeus e i Messaggeri Divini. Decide così di andare nel passato, in un'epoca (cioè quella in cui si svolge la serie in oggetto) in cui questi ultimi non esistono, per conquistare l'Universo e cambiare il suo futuro . Nel passaggio temporale però, perde il corpo ed è costretto a prendere in prestito quello di un coniglio. Ha una sorella di nome Malabella (Satana Maria in originale) che prenderà possesso per breve tempo del corpo di Himiko.
- Pier Marco: protagonista di Shin Bikkuriman (inedito, 1989-90), fa una fugace apparizione nell'ultimo episodio. A causa del suo aspetto ambiguo, nel doppiaggio italiano viene fatto erroneamente passare per una ragazza.

## Doppiaggio
| Personaggio          | Doppiatore originale | Doppiatore italiano  |
| -------------------- | -------------------- | -------------------- |
| Genki Sehihikari     | Reiko Kiuchi         | Patrizia Scianca     |
| Jero Seitashi        | Mie Sonozaki         | Emanuela Pacotto     |
| Jujika Tenshi        | Haruna Ikezawa       | Federica Valenti     |
| Super Zeus           | Jōji Yanami          | Antonio Paiola       |
| Nero-Queen           | Yōko Sōmi            | Marina Thovez        |
| Yamato               | Takeshi Kusao        | Massimo Di Benedetto |
| Koudoki Wolfie       | Bin Shimada          | Paolo De Santis      |
| Dan Jack             | Mayumi Tanaka        | Stefano Pozzi        |
| Ali Babà             | Yumiko Kobayashi     | Renato Novara        |
| Bobin Hood           | Teruhisa Tsuyuzaki   | Davide Albano        |
| Ippontsuri           | Isshin Chiba         | Maurizio Merluzzo    |
| Peter                | Satsuki Yukino       | Patrizia Mottola     |
| Usci-Waka            | Ryōtarō Okiayu       | Loretta Di Pisa      |
| Saint Phoenix        |                      | Ruggero Andreozzi    |
| Himiko               | Mitsuko Horie        | Giuliana Atepi       |
| Coniglio/Super Bieco | Tomomichi Nishimura  | Alessandro Messina   |

## Episodi
| Nº | Titolo italiano Giapponese 「Kanji」 - Rōmaji | In onda           | In onda        |
| Nº | Titolo italiano Giapponese 「Kanji」 - Rōmaji | Giapponese        | Italiano       |
| 1  | La fortuna è dalla mia parte! 「天使と悪魔でモンモンタイム!オレがあるけばラッキーにあたる!!」 - Tenshi to akuma de monmontaimu! Ore gaarukeba rakki niataru!!               | 15 ottobre 2006   | 6 ottobre 2008 |
| 2  | Genki contro il principe Yamato 「激辛アッヒー!ゲンキVSヤマト王子!!」 - Gekikara ahhi! Genki VS Yamato ōji!!                                                                | 22 ottobre 2006   |                |
| 3  | Wolflie, lupo imbroglione 「恋してペロリ～ン!裏切御免のウルフライ!!」 - Koishi te perori~n! Ura setsu gomen no urufurai!!                                                   | 29 ottobre 2006   |                |
| 4  | Dan Jack, alleato professionista 「キラリ～ンいい仕事!助っ人男ジャック参上!!」 - Kirari~n ii shigoto! Suketto otoko jakku sanjō!!                                           | 5 novembre 2006   |                |
| 5  | Un affascinante peso massimo 「太ったキミは美しい!白雪のアンチダイエット!!」 - Futotta kimi ha utsukushii! Shirayuki no anchidaietto!!                                      | 12 novembre 2006  |                |
| 6  | Un matrimonio da salvare 「熟年離婚はオソロシ～!無口でラブリ～?!牛若天子!!」 - Jukunen rikon ha osoroshi~! Mukuchi de raburi~?! Ushi Jaku tenko!!                           | 19 novembre 2006  |                |
| 7  | Persi nel labirinto 「迷い道ク～ネクネ!十字架ハートはドン底ラッキー!!」 - Mayoi michi ku~nekune! Jūjika hato ha don soko rakki!!                                            | 26 novembre 2006  |                |
| 8  | Alì Babà messaggero super-paranoico 「引きこもった若神子!アリババ、ガガ～ンと大妄想!!」 - Biki komotta Jaku kami ko! Aribaba, gaga~n to dai mōsō!!                          | 3 dicembre 2006   |                |
| 9  | Il fedele Biancolatte 「エリマッキーの嵐!仲良しシロロで大ゲンカ!?」 - Erimakki no arashi! Nakayoshi shiroro de dai genka!?                                                  | 10 dicembre 2006  |                |
| 10 | La gara di pesca 「ありえナッシング!敵は龍宮城の一本釣帝!!」 - Arie nasshingu! Teki ha ryūgūjō no ippon tsuri mikado!!                                                      | 17 dicembre 2006  |                |
| 11 | Gita gastronomica a Pastaland 「恋のラ・ラ・ラ・ラ～メン源郷!俺たちはチャーシューじゃない!!」 - Koi no ra ra ra ra~men gen sato! Ore tachiha chashu janai!!                 | 24 dicembre 2006  |                |
| 12 | La rivincita di Jero 「カンペッキ～VSム～ダダヨ!ジェロ、お前はお荷物だ!!」 - Kanpekki ~VS mu~ Dadayo! Jiero, o mae hao nimotsu da!!                                         | 21 gennaio 2007   |                |
| 13 | Le tre personalità di Jujica 「アザブっ！セレブっ!!ネガティブっ!!!3人の十字架天使」 - Azabu tsu! Serebu tsu!! Negateibu tsu!!! 3 nin no jūjika tenshi                       | 28 gennaio 2007   |                |
| 14 | Peter e l'isola della Manovella 「ヤマト大変身!ピ～くん、大人は嫌いでチュ!!」 - Yamato taihen mi! Pi~kun, otona ha kirai de chu!!                                           | 4 febbraio 2007   |                |
| 15 | Jero e Nero Queen, un amore impossibile 「あ～ちす島でコトブッキー!ジェロ＆ネロ、許されざる愛・・・」 - A~chisu shima de kotobukki! Jiero & nero, yurusa rezaru ai...       | 11 febbraio 2007  |                |
| 16 | Le debolezze di Bobin Hood 「らぶらぶムッハ～!魯神フッドはアイツに夢中!!」 - Raburabu muhha~! Ro kami fuddo ha aitsu ni muchū!!                                             | 18 febbraio 2007  |                |
| 17 | Il volo di Icaro 「ピョピョ～ンとまるわかり!これが“ひかり伝”の戦い?!」 - Pyopyo~n tomaruwakari! Korega "hikari den" no tatakai?!                                            | 25 febbraio 2007  |                |
| 18 | Super Zeus contro Super Bieco 「ヌハハハッと因縁対決!スーパーゼウスVSスーパーデビル!!」 - Nuhahahatsu to innen taiketsu! Supazeusu VS Supadebiru!!                          | 4 marzo 2007      |                |
| 19 | Don Dan non si arrende mai! 「浪花節だよダンさんは!極楽マッサージあっ・ウ～～ン!!」 - Naniwabushi dayo dan sanha! Gokuraku massaji atsu u~~n!!                              | 11 marzo 2007     |                |
| 20 | L'eroico ruggito di Genki! 「ゲンキの雄叫び!真ヒィィィロォォォ誕生ぉッ!!」 - Genki no osu sakebi! Makoto hiiiiroooo tanjō o tsu!!                                           | 18 marzo 2007     |                |
| 21 | Il tifo delle ragazze Miao Miao 「危ないモンモン!!解散!ニャンニャンチアリーダーズ」 - Abuna i monmon!! Kaisan! Nyan nyan chiari dazu                                        | 25 marzo 2007     |                |
| 22 | Mansuke Aglio, il lottatore 「バトル・ニンニク・ロワイヤル!プロレス愛の卍固め!!」 - Batoru ninniku rowaiyaru! Puroresu ai no manjigatame me!!                               | 1º aprile 2007    |                |
| 23 | La vecchia fiamma di Wolflie 「君は萌えに死ねるか?!い・け・な・いウルフトラップ!!」 - Kun ha hō eni shine ruka?! Ike na i urufutorappu!!                                    | 8 aprile 2007     |                |
| 24 | Ridatemi il mio stipendio! 「ワンワン・ワーキングプア～!給料返せ花咲か仙人!!」 - Wanwan wakingupua~! Kyūryō kaese hanasaki ka sennin!!                                      | 15 aprile 2007    |                |
| 25 | Incantesimo d'amore 「恋の堕天使トライアングル!もう戻れない・・・魔性の花園!!」 - Koi no datenshi toraianguru! Mō modore nai... mashō no hanazono!!                         | 22 aprile 2007    |                |
| 26 | Vecchi trabocchetti ninja 「シルバーエイジ・ザ・グレート!からくり忍術大合戦!!」 - Shirubaeiji za gureto! Karakuri ninjutsu dai kassen!!                                     | 29 aprile 2007    |                |
| 27 | Il segreto dei Messaggeri Divini 「マシンガン・ベラベ～ラ!ウッシ～が語る若神子の秘密!!」 - Mashingan berabe~ra! Usshi~ga kataru jaku kami ko no himitsu!!                   | 6 maggio 2007     |                |
| 28 | Il mistero della Torre Oscura 「大ソライ塔の謎!スットーンと最強の悪魔登場?!」 - Dai sorai tō no nazo! Sutton to saikyō no akuma tōjō?!                                      | 13 maggio 2007    |                |
| 29 | Salviamo Saint Phoenix 「7人のマエムッキー!救え愛しのフェニックス様ぁぁっ!!」 - 7 nin no maemukki! Sukue itoshi no fenikkusu sama aatsu!!                                   | 20 maggio 2007    |                |
| 30 | Benvenuto Saint Phoenix 「温泉ポロリでニッコリ～!?フェニ様歓迎！湯けむりバラエティ」 - Onsen porori de nikkori~!? Feni sama kangei! Yu kemuri baraetei                      | 27 maggio 2007    |                |
| 31 | Facciamo ridere Saint Phoenix 「コントだ落語だマンザイだ!三大芸人、まとば最大の決笑戦!!」 - Konto da rakugo da manzai da! Sandai geinin, matoba saidai no ketsu warai sen!! | 3 giugno 2007     |                |
| 32 | Alla ricerca di Saint Phoenix 「温泉プロファイラーの秘事件簿!消えたフェニ様、逆転のトリック!!」 - Onsen purofaira no hi jikenbo! Kie ta feni sama, gyakuten no torikku!!    | 10 giugno 2007    |                |
| 33 | Una ricetta per Saint Phoenix 「さらば温泉の日々…ブラ～ッとグルメ秘境旅」 - Saraba onsen no hibi... bura~tsu to gurume hikyō tabi                                           | 24 giugno 2007    |                |
| 34 | La rinascita di Capo Rococo 「カ～ンっと今こそカガヤッキー!復活!!ヘッドロココ様」 - Ka~n tto ima koso kagayakki! Fukkatsu!! Heddorokoko sama                                | 8 luglio 2007     |                |
| 35 | Una strana Primavera 「パンチDEニャオ～ン!らぶのりフィ～リング大作戦!!」 - Panchi de nyao~n! Rabunori fi~ringu daisakusen!!                                                 | 15 luglio 2007    |                |
| 36 | Sogni di mezza estate 「ドリームジャンボオヤジ!ギラッと魅せる真夏のモテ技!!」 - Dorimu janbo oyaji! Giratsu to mise ru manatsu no mote waza!!                               | 22 luglio 2007    |                |
| 37 | Il villaggio misterioso 「悪魔が来たりてゲ～ロゲロ!六つ墓の呪いじゃ～っ!!」 - Akuma ga kita rite ge~rogero! Muttsu haka no noroi ja~tsu!!                                   | 29 luglio 2007    |                |
| 38 | La soluzione del mistero 「銀田一最後のミステリー!この結末だけは話したくなかった…」 - Gin ta ichi saigo no misuteri! Kono ketsumatsu dakeha hanashi takunakatta...          | 5 agosto 2007     |                |
| 39 | Il Maestro dei film d'azione 「撮影所はロードショ～ック!悩める巨匠の天国と地獄!!」 - Satsueijo ha rodosho~kku! Nayame ru kyoshō no tengoku to jigoku!!                      | 12 agosto 2007    |                |
| 40 | Addio, Nero Queen 「さらば麗しのネロクイーン…愛の３バカたち！！」 - Saraba uruwashi no nerokuin... ai no 3 baka tachi!!                                                     | 19 agosto 2007    |                |
| 41 | Le ali di Himiko 「曇りのちハバタッキー?!翼の折れたヒミヒミ…」 - Kumori nochi habatakki?! Tsubasa no ore ta himihimi...                                                     | 26 agosto 2007    |                |
| 42 | Le sette stelle finalmente insieme! 「ついにそろったオールスター!止めてくれるなマシロード!!」 - Tsuinisorotta orusuta! Tome tekureruna mashirodo!!                          | 2 settembre 2007  |                |
| 43 | Jujica, paladina dell'amore 「らぶウォーズ最前線!罪深き背徳の十字架!!」 - Rabu uozu saizensen! Tsumibukaki haitoku no jūjika!!                                              | 9 settembre 2007  |                |
| 44 | La vendetta dei mostri 「ファイナルI･悪魔のハンゲッキー!デビル完全復活！！」 - Fainaru I akuma no hangekki! Debiru kanzen fukkatsu!!                                        | 16 settembre 2007 |                |
| 45 | Addio, Super Zeus 「ファイナルII・天使のショーゲッキー!さらばゼウス様!!」 - Fainaru II tenshi no shogekki! Saraba Zeusu sama!!                                              | 23 settembre 2007 |                |
| 46 | Da Talismania con amore 「ファイナルIII・お守りハピラッキー!まとばより愛をこめて…」 - Fainaru III o mamori hapirakki! Matobayori ai wokomete...                             | 30 settembre 2007 |                |